# Sudan Południowy na Mistrzostwach Świata w Lekkoatletyce 2019
Sudan Południowy na Mistrzostwach Świata w Lekkoatletyce 2019 – reprezentacja Sudanu Południowego podczas mistrzostw świata w Doha liczyła tylko jednego zawodnika Yach Majok Koon Wol, specjalizującego się w biegach średniodystansowych.

## Skład reprezentacji

### Mężczyźni
| Zawodnik            | Konkurencja    | Eliminacje  | Eliminacje | Półfinał | Półfinał | Finał | Finał   |
| Zawodnik            | Konkurencja    | Wynik       | Pozycja    | Wynik    | Pozycja  | Wynik | Pozycja |
| ------------------- | -------------- | ----------- | ---------- | -------- | -------- | ----- | ------- |
| Yach Majok Koon Wol | Bieg na 1500 m | 3:46,24 min | 40.        | NQ       | NQ       | NQ    | NQ      |